# Нінся-Хуейський автономний район
Нінся́-Хуе́йський автономний район, або Нінся́ (кит.: 宁夏; піньїнь Níngxià) — автономний регіон на півночі центральної частини Китаю. Столиця і найбільше місто — Їньчуань. Населення становить 5,88 млн осіб, за цим показником район займає 29-е місце серед провінцій Китаю (станом на 2004 рік). Станом на кінець 2005 року чисельність населення становила 5,962 млн. Площа території Нінся-Хуейського автономного району становить 66 000 км² (27-е місце по країні). На честь цього регіону названий астероїд 2539 Нінся.

## Адміністративний поділ
Автономний район ділиться на 5 міст окружного рівня.
| Карта | №          | Українська назва | Китайська назва | Піньїнь |
| ----- | ---------- | ---------------- | --------------- | ------- |
|       |            |                  |                 |         |
| 1     | Їньчуань   | 银川市           | Yínchuān Shì    |         |
| 2     | Шицзуйшань | 石嘴山市         | Shízuǐshān Shì  |         |
| 3     | Учжун      | 吴忠市           | Wúzhōng Shì     |         |
| 4     | Чжунвей    | 中卫市           | Zhōngwèi Shì    |         |
| 5     | Гуюань     | 固原市           | Gùyuán Shì      |         |

## Населення

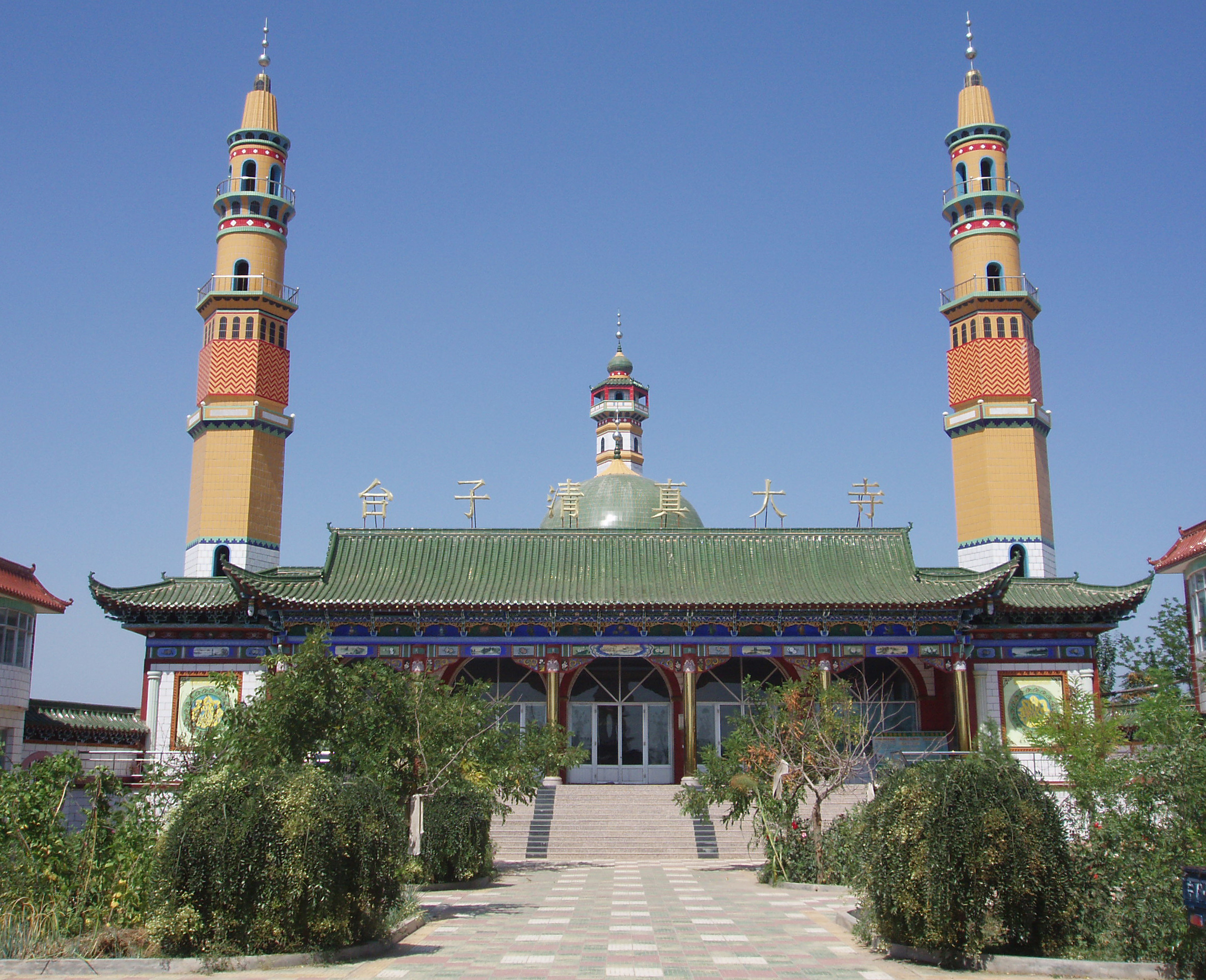
Мечеть в Їньчуані

Нінся — багатонаціональний регіон. За даними початку 2000-х років, з 5,61 млн мешканців району ханьці становили 3,68 млн (65,5 %), а Титульна нація району — хуейцзу — 1,9 млн (33,9 %). Основними віросповіданнями регіону є іслам, даосизм, конфуціанство та буддизм. Християни становлять лише 1,17 % населення району..